# اسماعیل الحداد
اسماعیل الحداد (انگلیسی: Ismail El Haddad؛ زادهٔ ۳ اوت ۱۹۹۰) بازیکن فوتبال اهل مراکش است.
وی همچنین در تیم ملی فوتبال مراکش بازی کرده‌است.